# Рой Глаубер
Рой Глаубер (на английски: Roy Jay Glauber) е американски физик, носител на Нобелова награда за физика за 2005 г. Получава половината Нобелова премия (другата половина е споделена от Теодор Ханш и Джон Хол) за приноси в квантовата теория на оптичната кохерентност. Главната заслуга на учения е, че доказва фундаменталните различия между топлинните източници на светлина и лазерите.

## Биография
Роден е на 1 септември 1925 г. в Ню Йорк, САЩ. Завършва Природоматематическата гимназия в Бронкс, след което заминава да учи в Харвард. На 18-годишна възраст, той е най-младият участник в проекта „Манхатън“ в Лос Аламос. Получава бакалавърска (1946) и докторска степен (1949) от Харвард. Професор по физика в Харвардския университет.
Още преди получаването на Нобеловата награда е един от главните участници в организирането на церемониите за наградите Иг Нобел, пародия на Нобеловите награди.